# Was bleibt? (Album)
Was bleibt? ist das zweite Studioalbum von Klaus Hoffmann. Es stammt aus dem Jahr 1976.

## Entstehung
Klaus Hoffmann spielte das Album zusammen mit Jörg Suckow (zweite Gitarre) im Mai 1976 im Studio Hamburg ein. Produzent war Jürgen Pohlmann, das Coverfoto stammt von Jim Rakete. Wie auf seinem ersten Album coverte Hoffmann auch hier Lieder von Jacques Brel, Marieke und Geh nicht fort von mir (Ne me quitte pas), wobei er als Text jeweils Adaptionen von Heinz Riedel verwendete.

## Titelliste
Alle Lieder, sofern nicht anders vermerkt, von Klaus Hoffmann.

Seite 1
1. Blinde Katharina (Hoffmann, Soja) – 3:11
2. Puppen – 2:04
3. Marie und Woscheck – 3:13
4. Die alten Weiberlein – 5:24
5. Marieke (Brel, Riedel) – 2:55
6. Was bleibt – 3:26

Seite 2
1. Ein neuer Anfang – 4:09
2. Geh nicht fort von mir (Brel, Riedel) – 2:52
3. Sechseinhalb Uhr morgens – 3:38
4. Markttag – 2:20
5. Tausend Dollar – 3:37
6. Coda (Das bleibt) – 1:04

## Wiederveröffentlichung
Das Album wurde 2000 als CD mit der gleichen Titelfolge, aber mit gegenüber der LP zum Teil leicht veränderten Laufzeiten wiederveröffentlicht.